# 폴로 작전
폴로 작전은 1947년에 영국으로부터 독립한 인도가 1948년에 하이데라바드국을 병합한 전쟁이다.
1947년에 영국이 인도와 파키스탄의 독립을 승인한 후, 인도 아대륙의 각 지역은 종교에 따라 각각 인도령과 파키스탄령으로 나뉘었는데, 이슬람교를 믿던 지역인 동벵골 지역은 동파키스탄이라는 이름으로 파키스탄 합병이 인정되었으나, 데칸 고원 중부에 위치한 하이데라바드 왕국은 파키스탄의 본토와 상당히 떨어져 있고 힌두교도가 많다는 이유로, 파키스탄 정부로부터 합병을 거절당했다. 그리하여 하이데라바드 왕국은 자국을 독립국으로 선포하였다. 하지만 인도아대륙내 포르투갈의 고아지역을 제외한 토후국들을 외교 및 무력으로 병합하려던 인도 정부가 이를 인정하지 않아 무력 분쟁이 일어나게 된다. 이 분쟁에서 하이데라바드 군대는 수적인 우세에도 불구하고, 대부분이 비정규군이었기 때문에 단합하지 못하고 영국제 무기로 무장한 인도군에게 격파당하고 전쟁에서 패하였다. 결국 인도가 하이데라바드 왕국 전 지역을 합병하고, 해당 지역을 하이데라바드 주로 선포한다. 폴로 작전 이후, 하이데라바드 왕국의 왕실을 제외한 정부와 군부의 요인들은 파키스탄으로 망명한다.